# Csukás
Csukás, 1901-ig Ebendorf (románul: Știuca, németül: Ebendorf, ukránul: Штюка) falu Romániában, a Bánságban, Temes megyében.

## Fekvése
Lugostól 14 km-re délkeletre, a Csukás-patak jobb partján, 196 méteres tengerszint feletti magasságban fekszik.

## Nevének eredete
Első említésekor (1585) lakatlan terület volt, terra Stukatth néven. Neve a 'csuka' jelentésű szláv štuka szóból való és eredetileg patakját jelölte. Német nevének jelentése 'sík falu'. A magyar név csak 1901-ben vált hivatalossá a község saját kérésére, de már 1864-ben a falu alternatív neveként említette Pesty Frigyesnek Mihuțiu zgribesti jegyző, 1865-től kezdve pedig így szerepelt a katolikus sematizmusokban  . A román Știuca név szintén használatos volt már a 19. században, ugyan 1920-tól a falut egy ideig Ciucașnak nevezték. Az 1920-as években kétszer is mozgalom indult az Ebendorf név hivatalossá tételéért.

## Története
1785-ben telepítették, főként Dragomirest és Szilváshely határára, hatvan luxemburgi római katolikus családdal. Később sokan települtek be Morvaországból, Bajorországból és más német vidékekről. A falu német nyelvjárása rajnafrank típusú volt.
1802-ben a kincstár br. Brukenthal Mihálynak adományozta, akitől 1807-ben vásártartási jogot kapott.
Az evangélikus Brukenthal család 1831-ben szlovák és szász evangélikusokat és 37 magyar reformátust, majd 1836-ban bácskai evangélikus németeket telepített be. A közös evangélikus–református imaházban a 19. század folyamán minden harmadik vasárnap magyar nyelvű istentiszteletet tartottak. Az evangélikusoknak 1854 és 1873 között külön iskolájuk is volt. A 19. század közepén Vecseházáról, majd a század végén Lieblingből érkeztek új beköltözők. A Brukenthal-birtokot 1869-ben liciten Zeyk József erdélyi birtokos vásárolta meg.
1895-ben 3877 holdas határának 76%-a volt szántó, 8%-a rét, 7%-a legelő és 6%-a erdő.
1880-ig Krassó, 1880 és 1926 között Krassó-Szörény vármegyéhez, 1926 és 1956 között Szörény megyéhez tartozott.
A Németországba emigrált németek helyét románok, 1969-től máramarosi ruszinok foglalták el.

## Lakossága
1900-ban 957 lakosából 858 volt német és 71 magyar anyanyelvű; 869 római katolikus, 31 evangélikus, 24 zsidó és 21 református vallású.

2002-ben 849 lakosából 722 volt ruszin, 104 román és 16 német nemzetiségű; 477 ónaptárt követő ortodox, 243 pünkösdista, 62 ortodox, 22 baptista és 18 római katolikus vallású.